# جورج أمواكو
جورج أمواكو (بالإنجليزية: George Amoako)‏ هو لاعب كرة قدم غاني، ولد في 31 يوليو 1999 في غانا.